# Verband für Filmkommunikation

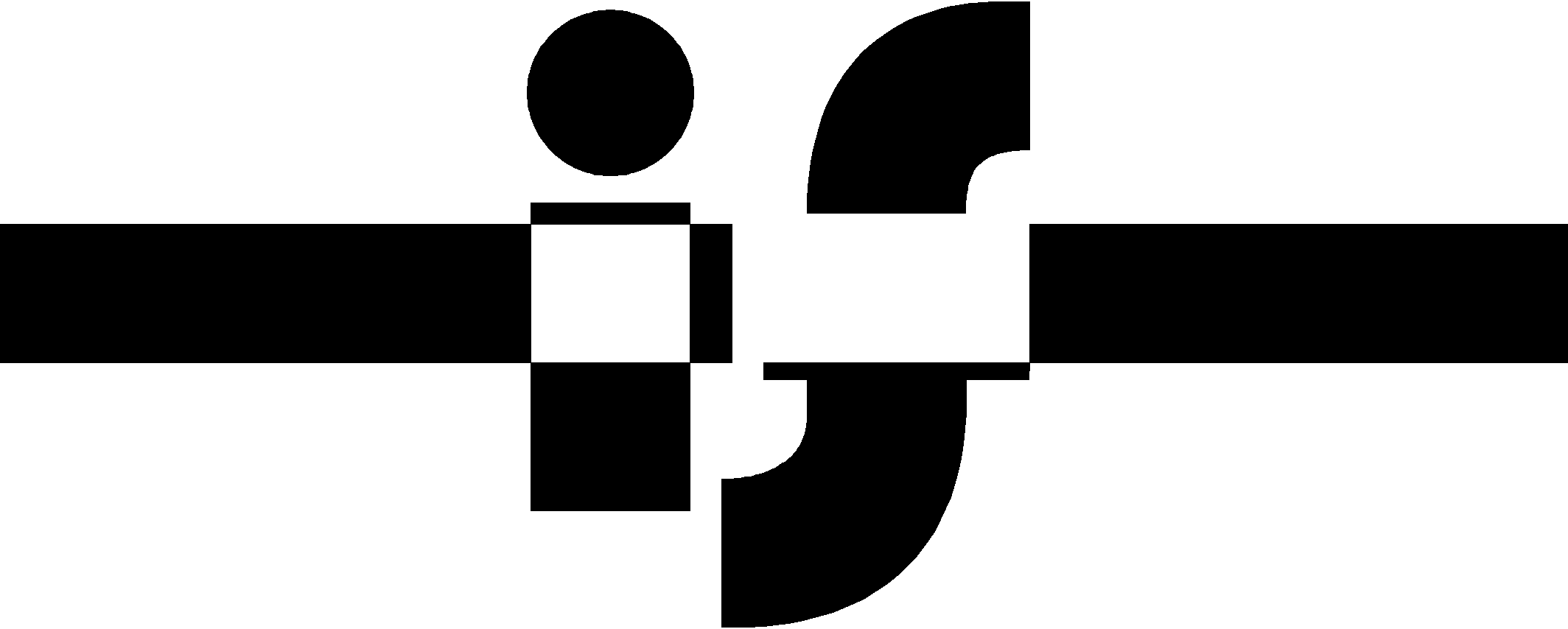
Logo des Interessenverbands Filmkommunikation e. V. (1993)

Der Verband für Filmkommunikation war der Dachverband und die Interessenvertretung der kulturellen Kinos und Filmklubs der Neuen Länder.

## Geschichte
Der Verband gründete sich nach der Wende und ihr folgenden Auflösung der Zentralen Arbeitsgemeinschaft (ZAG) Filmklubs der DDR aus den darin vereinigten DDR-Filmklubs zunächst unter dem Namen Interessenverband Filmkommunikation (IVFK) als e. V. mit Sitz in Berlin und diversen Landesverbänden. Als länderübergreifender Interessenverband, der auch die Vergabe des Findlingspreises übernahm, löste er sich allerdings nach einigen Jahren wieder auf, und inzwischen (2021) bestehen nur noch zwei seiner Landesverbände, in Mecklenburg-Vorpommern und in Thüringen. Beide Landesverbände sind u. a. Mitglieder im Bundesverband Jugend und Film.

## Struktur
Vorsitzende waren ab 1990 Wieland Becker, 1994–1997 Volker Petzold und bis zur Auflösung 2003 wieder Wieland Becker. Der Verband ist Mitglied der Fédération Internationale des Ciné-Clubs und der Bundesvereinigung des deutschen Films e. V. Er war Herausgeber des Filmklub-Kuriers.

### Landesverband Filmkommunikation Mecklenburg-Vorpommern
Sitz ist Schwerin, die Geschäftsstelle befindet sich in Güstrow. Der Verband vertritt über 40 kulturelle Vereine Filminteressierter, Filmklubs und kultureller Kinos in Mecklenburg-Vorpommern. Er organisiert kulturelle Kinoprogramme und Filmtourneen mit knapp 1.000 Veranstaltungen und über 20.000 Besuchern im Jahr. Unter dem Label „Dorfkino einfach machbar“ wird dabei über vom Filmklub Güstrow e. V. aus koordinierte und mittlerweile deutschlandweite Abspielringe kulturelles Kino auch in strukturschwache Regionen gebracht. Des Weiteren werden Filmseminare und Filmvorführkurse angeboten sowie der Aufbau und Betrieb filmkultureller Spielstätten unterstützt. Die Arbeit ist fast ausschließlich ehrenamtlich.

### Interessenverband Filmkommunikation Thüringen
Der Interessenverband Filmkommunikation Thüringen ist der Landesverband in Thüringen, als solcher ein in Erfurt eingetragener Verein. Eine Geschäftsstelle befindet sich in Weimar. Er vertritt zehn Spielstätten, beteiligt sich an Filmfestivals wie dem Goldenen Spatz und gibt verschiedene Publikationen heraus.